# Begonia rufa
Begonia rufa là một loài thực vật có hoa trong họ Thu hải đường. Loài này được Thunb. mô tả khoa học đầu tiên năm 1821.